# M. W. Kellogg Company
 (août 2020).
Si vous disposez d'ouvrages ou d'articles de référence ou si vous connaissez des sites web de qualité traitant du thème abordé ici, merci de compléter l'article en donnant les références utiles à sa vérifiabilité et en les liant à la section « Notes et références ».
La M. W. Kellogg Company, ou MWK, est une société d'ingénierie américaine active dans la pétrochimie et dans la synthèse de l'ammoniac depuis 1943. En 2009, elle fait partie de KBR, Inc..